# Similosodus strandi
Similosodus strandi är en skalbaggsart som först beskrevs av Stefan von Breuning 1938.  Similosodus strandi ingår i släktet Similosodus och familjen långhorningar. Inga underarter finns listade i Catalogue of Life.